# Гребенштайн
Гребенштайн (нім. Grebenstein) — місто в Німеччині, знаходиться в землі Гессен. Підпорядковується адміністративному округу Кассель. Входить до складу району Кассель.
Площа — 49,85 км2. Населення становить 5720 ос. (станом на 31 грудня 2020).